# Profecia das setenta semanas
A Profecia das 70 Semanas (hebraico antigo שבעים שבעים Shavoím shavoím = "setes de setes", "setenta setes" ou ainda "setenta vezes sete"), que em inglês é traduzida: "Prophecy of Seventy Weeks" é uma profecia referida no capítulo 9 do livro bíblico do profeta Daniel - um dos livros do Antigo Testamento no Cristianismo ou do Tanach no Judaísmo - que para a maioria dos estudiosos se refere ao juízo final da humanidade, o surgimento do Messias (Mashiach); e na visão dispensacionalista também ao surgimento do anti-messias (Anticristo). É sem dúvida a profecia mais complexa encontrada na Bíblia (ou Tanach) e de difícil compreensão exigindo amplo conhecimento exegético e escatológico, pois supostamente comprova a veracidade de Jesus como Mashiach (Messias) através de seus cálculos e também prevê á época do Fim do mundo, tendo sido por isso proibido o seu estudo em algumas denominações do judaísmo (historicamente o judaísmo considera errado tentar prever a data da chegada do Messias). E também por causa dessa temática foi  considerada por muitos estudiosos cristãos e judeus como sendo uma profecia polêmica, proibida da tentativa de interpretação e entendida como selada pelo próprio Deus para ser compreendida apenas no Fim dos tempos. ("Tu, porém, Daniel, encerra as palavras e sela o livro, até ao tempo do fim; muitos o esquadrinharão, e o saber se multiplicará." 
Daniel 12.4)  
A profecia das 70 semanas de Daniel constitui um quebra-cabeça cronológico, que se inicia durante o cativeiro babilônico e terminaria no fim do mundo, onde os céus e a terra passariam com a chegada do Messias para reinar em um novo céu e uma nova terra, terminando com a existência do pecado e do mal, cuja contagem de tempo parece não se encaixar na história corrida, cuja razão principal deriva disto:
O número de anos desde o decreto do Rei Ciro o Grande (alguns consideram o Rei Artaxerxes ), a libertação do povo judeu do cativeiro babilônico que constituiria o ponto de partida inicial de um período completo de 70 semanas proféticas de anos (ou 490 anos), onde a cidade de Jerusalém seria reconstruída; o Messias chegaria, e seria "cortado" e depois viria uma destruição indo até o final dos tempos. O início da sentença é tradicionalmente datado como 536 a.C (liberação do povo judeu da Pérsia) e deveria coincidir com o batismo de Jesus, datado por volta do ano 30 d.C aproximadamente, constituindo assim o término das 69ª semanas (483 anos), entretanto a contagem ultrapassa largamente o tempo do ministério de Yeshua (Jesus), se extendendo até 56 d.C (cerca de 25 anos depois). Isto teve por consequência a procura de soluções, que passam por alternativas ao decreto de Ciro (pois houve 3 decretos) como ponto de partida para contar as 70 semanas de anos, ou também intercalar “lapsos” adicionando "pausas" indeterminadas de tempo entre o primeiro grupo das 7 semanas e o segundo grupo das 62 semanas e/ou entre o fim do grupo de 62 semanas e a 70ª e última semana.
Muitos daqueles que consideram que a profecia das 70 semanas deve ser interpretada à letra rejeitam, por isso, o decreto de Ciro como "a ordem de saída(retorno) para Jerusalém", e procuram substituir este por outros decretos alternativos de alguns anos mais tarde na história para encaixar perfeitamente com o tempo dessa profecia. Já que se o decreto de Ciro constitui efetivamente  a “ordem de saída(regresso)” para a reconstrução de Jerusalém e, é portanto, o ponto onde deveria se iniciar os 490 anos da profecia. E tomarmos por correta esta data de 536 a.C. para o decreto de Ciro, ficamos com um problema quanto ao fato do Messias da profecia não se tratar de Yeshua. Ou seriam as 70 semanas uma indicação de tempo com conotações meramente simbólicas? Se for o caso porquê a profecia possuí uma sentença de tempo tão específica? Devemos intercalar lapsos ou pausas de tempo? Mas como justificar estes lapsos de tempo? Por outro lado, se tomarmos por incorreta a data de 536 a.C. para o decreto de Ciro, toda a história deveria ser revista. Vários autores (Donovan Courville, Immanuel Velikovsky, David Rohl, Peter James, Emmet Sweeney, e outros) já fizeram propostas revisionistas, mas não tiveram muita aceitação no meio acadêmico 
Segundo a interpretação do Pr. Gerhard F. Hasel, o ponto de partida das “setenta semanas” deve ser a ordem para reedificar Jerusalém, fato que teria ocorrido no sétimo ano de Artaxerxes  (Ezrá, Esdras 7:7,8) com o retorno de Esdras em 457/458 a.C.; consequentemente o termino dos 483 anos aconteceu em 26 d.C., ano coerente com a unção de Yeshua pelo Espírito Santo durante o seu batismo próximo ao Rio Jordão e o início do seu ministério público.
A interpretação do texto bíblico não é partilhado da mesma forma em todas as denominações cristãs e judaicas. Podendo só se afirmar que em uma visão majoritária a profecia aponta para a época da manifestação do Messias esperado pelos antigos hebreus e o julgamento final da humanidade. 
Alguns estudos cronológicos defendem que coincide perfeitamente com o batismo de Yeshua (26/27 d.C.), sua morte (29/30 d.C) e o fim da exclusividade dos judeus como sendo "o povo de Deus", ou "o povo que detém a verdade" dando assim início à era da pregação do Evangelho (Brit Hadasha)(nova aliança) aos povos estrangeiros (gentios) de todo o mundo, ou seja, como a profecia diz que se refere  ao povo hebreu logo haveria então uma "pausa" justamente com o surgimento da nova aliança e surgimento do povo cristão, reiniciando a profecia somente após o arrebatamento do povo cristão, quando então Deus iria finalizar seu juízo sobretudo com o povo judeu na última semana de número 70. Interpretações cristãs com base em Daniel 7:13 afirmam que o Messias, exaltado diante de Deus, chamado "Filho do Homem" (em hebraico  בן אדם "ben Adam"  "filho de adão", "ser humano") que "viria nas nuvens"; e que segundo o Antigo Testamento (ou Tanach) viria como "homem humilde sentado num jumentinho", isso segundo o livro do profeta Zacarias 9:9 indicando assim uma alusão à duas vindas de um mesmo Messias, ambas profecias confirmariam enfaticamente Yeshua como o Messias. Mas é justamente esta profecia messiânica de Zacarias que conflita com a interpretação judaica de um Messias rei, guerreiro e imortal no fim do mundo - como sugere a interpretação judaica talmúdica - motivo pelo qual muitos judeus são proibidos de estudar essa profecia.

## Texto bíblico
No capítulo 9, Daniel diz que o anjo Gabriel lhe apareceu em resposta à sua oração e fez uma proclamação em relação ao calendário de eventos importantes no futuro do povo judeu e de Jerusalém. O livro bíblico de Daniel capítulo 9 dos versículos 24 a 27 diz: 
"Setenta semanas estão determinadas sobre o teu povo e sobre a tua santa cidade, para fazer cessar a transgressão, para dar fim aos pecados, para expiar a iniquidade, para trazer a justiça eterna, para selar a visão e a profecia e para ungir o Santo dos Santos." (Dn 9:24)

Aqui de forma geral a narrativa explica que o período completo tem 70 semanas, demonstrando os resultados positivos, após a soltura do povo hebreu, desde a reconstrução de jerusalém até ao fim do pecado no mundo eternamente.
Continua o Anjo Gabriel explicando ao profeta:
"Sabe e entende: desde a saída da ordem (em hebraico  דָּבָר dâbâr  "palavra") para restaurar e para edificar Jerusalém, até ao Ungido, ao Príncipe, sete semanas e sessenta e duas semanas (69 semanas = 483 anos); as praças e as circunvalações se reedificarão, mas em tempos angustiosos." (Dn 9:25)
Aqui é citado o início da profecia desencadeada pelo decreto da reconstrução da cidade de jerusalém e mostra respectivamente que se passarão 7 semanas (49 anos) e mais 62 semanas (434 anos) para a vinda do Messias, preenchendo um período de 69 semanas de profecia. O texto continua dizendo:
"Depois das sessenta e duas semanas, será morto (em hebraico  כָּרַת kârath  "cortado") o Ungido e já não estará; e o povo de um príncipe que há de vir destruirá a cidade e o santuário (em hebraico  קֹדֶשׁ qôdesh  "santo/a") e o seu fim será num dilúvio, e até ao fim haverá guerra; desolações são determinadas." (Dn 9:26)
Aqui detalha-se que o período das 62 semanas duram da reconstrução da cidade até o surgimento e morte do Messias vindo após disso novamente a destruição de Jerusalém. E novamente o texto diz:
"Ele fará firme aliança com muitos, por uma semana; na metade da semana, fará cessar o sacrifício e a oferta de manjares; sobre a asa das abominações virá o assolador, até que a destruição, que está determinada, se derrame sobre ele." (Dn 9:27)
Aqui o texto foca no novo personagem que aparece após a morte do Messias, isto é, um príncipe que reinará durante a última semana profética a semana de número 70 (cumprindo os 490 anos). Completando a 70a e última semana das 69 semanas já decorridas nos versículos anteriores, que vão do decreto da reconstrução até o Messias e sua morte, esta última semana restante (de 7 anos) é reservada ao reino do príncipe que destrói a cidade santa.

## Cálculos de datas
Para maioria dos teólogos e exegetas um 1 dia na profecia equivale a 1 ano literal; tal afirmação teria como base o "princípio dia-ano" exposto no livro de Números, e no livro do profeta Ezequiel (Nm 14.34; Ez 4.6)  
Entendendo que esta equivalência se aplique à profecia das 70 semanas, então elas são na verdade uma representação de um período total de 490 anos da história. 
Cruzando os tempos de duração das profecias do livro do Apocalipse (Novo Testamento) com essa profecia do livro do profeta Daniel (Antigo Testamento ou Tanach) temos uma indicação de que de fato 1 dia profético equivale à 1 ano real:
("...estes, por quarenta e dois (42) meses, calcarão aos pés a cidade santa." Apocalipse 11
vs2), 
e continua..
("Darei às minhas duas testemunhas que profetizem por mil duzentos e sessenta (1260) dias vestidas de pano de saco."  Apocalipse 11 vs3),
No livro de Daniel temos duas referências ao mesmo período da profecia que diz:
("...e cuidará em mudar os tempos e a lei; e os santos lhe serão entregues nas mãos, por um tempo, dois tempos e metade de um tempo". Daniel 7 vs25).
e segue dizendo: 
("... Depois do tempo em que o sacrifício diário for tirado, e posta a abominação desoladora, haverá ainda mil duzentos e noventa (1290) dias". Daniel 12 vs11).
Assim, tanto os 1260 dias, como os 42 meses, mais o "tempo (1 ano), dois tempos (2 anos) e metade de um tempo (6 meses) e por fim os 1290 dias equivalem exatamente a 3 anos e meio, ou 3 anos e metade de um ano, período que se refere à metade da última semana de Daniel (uma semana de 7 anos) dessa profecia de Apocalipse que se relaciona com a 70a semana de Daniel e que se refere a um período de 7 anos do reinado do Anticristo, também conhecida como a Grande Tribulação ou 3,5 anos do reinado da Besta de Apocalipse 13 na terra após o cancelamento de um acordo de paz de 7 anos.
Voltando para o livro de Daniel observemos:
("E ele firmará um acordo com muitos por uma semana (7 anos); na metade da semana (após 3 anos e meio) fará cessar o sacrifício e a oferta de manjares..." Livro de Daniel 9 vs27)
Se 1260 dias = 42 mêses = "um tempo, tempos e metade de um tempo" = 3,5 anos = "metade da semana" 
Logo:
1 semana completa = 7 anos
70 semanas (de anos) = 490 anos literais.
Fazendo um cálculo análogo ao anterior, a frase "desde a saída da ordem para restaurar e para edificar Jerusalém, até ao Ungido, ao Príncipe, sete semanas e sessenta e duas semanas;", sugere que se passariam um total de 483 anos:
62 semanas + 7 semanas = 69 semanas
69 semanas = 483 dias proféticos = 483 anos literais.
Porém, sobra uma última semana para somar com as 69 semanas (483 anos) descritas, e completar as 70 semanas (490 anos totais).
[70 semanas = 7 semanas + 62 semanas + 1/a última semana.]
7 semanas  = 49 anos
62 semanas = 434 anos
1 semana   =  7 anos
7 s'+ 62 s'+ 1 s'= 490 anos
Esta última semana (70) em algumas interpretações cristãs de acordo com a (IASD e com o Preterismo) já teria ocorrido seu cumprimento e não se refere ao aparecimento do Anticristo.
Em outras interpretações cristãs, sobretudo para o Dispensacionalismo teriam se cumprido apenas as 69 semanas, sendo que a última semana estaria relacionada ao reinado final do Anticristo e estaria separada cronologicamente das primeiras 69 semanas por um lapso de tempo profético (uma pausa na profecia) até que ocorra o Arrebatamento da Igreja permitindo assim a vinda do Anticristo para se reiniciar a contagem da profecia que culminaria na batalha do Armagedom e no fim dos tempos.

## Interpretações

### Interpretação de Jorge Sincelo
Jorge Sincelo, historiador bizantino, interpretou as setenta semanas como o período entre a ordem dada por Artaxerxes I para que o templo de Jerusalém fosse reconstruído, no 115o ano do Império Aquemênida (Persa), vigésimo ano de Artaxerxes e o quarto ano da 83a olimpíada, e a morte e ressurreição de Jesus, no segundo ano da 202a olimpíada, o décimo sexto ano do reinado de Tibério; isto dá um total de 475 anos solares, ou 490 anos hebraicos, que eram baseados em 12 meses lunares de 29½ dias cada.

### Interpretação Protestante
O início do período de setenta semanas proféticas dita na revelação feita à Daniel (cf Dn 9:25), Decretos do rei da pérsia em 538 AC, a restauração de Jerusalém e a volta dos exilados, nascimento e morte do messias até o surgimento do anticristo e a Grande tribulação. (2Cr 36:22-23 / Esd 1:1-3 / Esd 7:7-9). 
O ponto de partida para as “setenta semanas”, de acordo com o Historicismo, é a “saída da ordem para restaurar e para edificar Jerusalém" (vs. 25). Isso ocorreu no sétimo ano de Artaxerxes I (Ezrá, Esdras 7:7, 8), quando ele emitiu seu primeiro “decreto” (vs. 11-26). O sétimo ano de Artaxerxes é estabelecido firmemente como 458/457 a. C., com o retorno de Esdras em 457, e não em 458 a.C. Consequentemente, o primeiro ano de reinado de Artaxerxes no cálculo judaico começou no 1º dia de Tishrei de 464 a.C.
Com base no fundamento histórico para essa data (457 a.C.) como o início das primeiras duas divisões da profecia do período das 70 semanas (7+62 semanas = 483 anos, ou 69 semanas), a conclusão da passagem dos 483 anos é até 27 d.C., exatamente o mesmo ano da Mikvá (batismo) de Jesus. O Mikvá marcou a inauguração do ministério público de Yeshua (Jesus) como o Mashiach, o Ungido vindo a ressuscitar  em 31 d.c. na correção de calendário (cumprimento até a semana 69). Houve outros decretos de reconstrução posteriores para se iniciar a contagem mas, há pelo menos duas fortes razões para a escolha do primeiro decreto de Artaxerxes I em 457 a.C. (Ezrá, Esdras 7)ser o correto como o ponto de partida para os 483 anos. A primeira e principal razão é tanto exegética quanto histórica. Por fim virá um povo destruir a cidade (os romanos destruindo Jerusalém e o templo no ano 70 d.C. o que ocorreu, porém não se encaixa na contagem temporal) e após isso haveria uma pausa para a pregação do cristianismo e arrebatamento e após isso surgiria o Anticristo que fará uma falsa aliança com o povo judeu, reabrindo a profecia para se cumprir a última semana número 70 que dura 7 e por 3 anos e meio haveria falsa breve paz e logo após ele quebraria a aliança iniciando a chamada Abominação da Desolação (Grande Tribulação) também durando os últimos 3 anos e meio com o povo judeu enfrentando a marca da besta. Livro de Daniel 9 vs 27 que são os 3 anos e meio (42 meses ou 1260 dias) restantes da Grande tribulação em Apocalipse 13 vs5.
Interpretação Adventista.
O texto diz claramente: "Sabe e entende: Desde a saída da ordem para restaurar e para edificar Jerusalém, até ao Ungido (Messias), ao Príncipe, sete semanas e sessenta e duas semanas; as praças e as circunvalações se reedificarão, mas em tempos angustiosos." (Dn 9:25)".   O decreto de Artaxerxes II em 457 AC restaurou a situação legal de Jerusalém como governo subordinado (o restaurar da profecia) Esdras 8:25 e determinou também a reconstrução (o edificar da profecia) 13 anos mais tarde através de Neemias (Neemias 2:17). A reedificação dos muros foi feita com muita luta (tempos angustiosos) contra os inimigos (Neemias 4:16-23) samaritanos. As 69 semanas começaram portanto, em 457 AC e terminaram em 27 DC. Na ultima semana 69 é mencionada a morte do Ungido (Cristo)  Daniel 9:26.      O Ungido faria firme aliança com muitos, por uma semana (os ultimos 7 anos) e na metade da semana, fará cessar o sacrifício (de animais) e a oferta de manjares". O ministério de JESUS durou 3 anos e meio e na sua morte o véu do santuário rasgou-se  de alto a baixo (Mat. 27:51) com a determinação do céu de que o sistema sacrifical não tinha mais valor pois ele veio até ali apontar para Cristo. O verdadeiro sacrifício tinha acabado de acontecer no Golgota pondo fim aos sacrifícios de animais. Os 3 anos e meio restantes da ultima semana foram dispensados à pregação das boas novas aos judeus quando em 34 dC houve a morte de Estevão (Atos 7). Na ultima tentativa para a nação israelita aceitar o Messias, finalmente apedrejaram Seu representante. A partir daí o Evangelho é levado aos gentios. Atos 13:46

### Interpretação preterista
O ponto de partida do cálculo é a revelação feita à Jeremias (cf Dn 9:25), o término do período é a restauração de Jerusalém e a volta dos exilados. (2Cr 36:22-23 = Esd 1:1-3), Decreto de Ciro II em 538 AC.

### Interpretação da visão como alegoria
A Edição Pastoral da Bíblia Católica sustenta que o autor não se mostra interessado em predizer a vinda do Messias ou o fim do mundo, nesta interpretação não se considera o tempo da profecia. Pelo contrário, quer sustentar a fé e encorajar a resistência dos judeus que estão sendo perseguidos por Antíoco IV; por isso, mostra que a opressão e perseguição acabarão logo, e por isso ninguém deve desanimar.
Os versículos 24 a 27 do cap. 9 trazem pormenores que auxiliam os judeus perseguidos a identificar os acontecimentos que presenciam: em 170 AC, o sumo sacerdote Onias III foi assassinado pelos seus rivais, embora fosse o único sumo sacerdote justo (ungido inocente, v. 26). A seguir, Antíoco IV invade Jerusalém e coloca no Templo uma estátua de Júpiter (ídolo abominável), fazendo com os sacerdotes do Templo um acordo (aliança durante uma semana).